# Revolucija u Tunisu 2010. – 2011.
Revolucija u Tunisu (francuski La Révolution tunisienne de 2010-2011, arapski  الثورة التونسية ) ili revolucija jasmina (francuski Révolution de jasmin, arapski  ثورة الياسمين) naziv je za krvave prosvjede protiv vlasti u Tunisu. Unatoč vladinim pokušajima nasilnog gušenja prosvjeda, vlast je smijenjena. Smatra ju se početkom arapskog proljeća. Usprkos nasilnim pokušajima gušenja, ova intenzivna kampanja građanskog otpora se smatra nenasilnom.
Revolucija je dobila ime po cvijetu jasmina. Bijeli mirisni cvijet jasmina simbol je države Tunisa. Cvijet jasmina Tunižanima znači čistoću, životnu sreću i snošljivost.
Događaj koji je prethodio valu prosvjeda zbio se 17. prosinca 2010. godine. Događaj koji je označio početak bilo je samozapaljenje Mohameda Bouazizija u gradu Sidi Bouzidu na jugu Tunisa. Događaj nije ostao izoliran i nepoznat široj javnosti. You Tubeom se ubrzo proširila snimka Bouazizijeva samozapaljenja, brojni su videosnimci, od kojih su neki pregledani više od 200 000 puta. Onih s oznakom Sidi Bouzid više je od 30 000.
Već idući dan u tom gradu počeli su prosvjedi.
Razlozi nezadovoljstva bili su visoka stopa inflacije, nezaposlenost mladeži, visoka stopa korupcije u društvu i sveopće nezadovoljstvo. Uz navedeno, obilježja političkog, društvenog i vrijednosnog konteksta zemalja arapskog proljeća bilo je ista i u Tunisu: islamska zemlja, autoritarni i totalitarni politički režim i siromaštvo. Val prosvjeda krenuo krenuo je 19. prosinca 2010. godine, a potom se proširio diljem Sjeverne Afrike i Bliskog Istoka.
Prosvjedi su trajali mjesec dana. Krvavo su ugušeni. Ipak, 14. siječnja 2011., srušena autoritarna je vlada Zina El Abidina Ben Alija, koji je 23 godine bio na vlasti. Ova smjena bila je prvi ovakav slučaj u arapskome svijetu. Spomenutog 14. siječnja 2011. godine, predsjednik Zine El Abidine Ben Ali pobjegao je iz zemlje.
Tunis i Egipat primjer su dviju glavnih država za koje se može reći da je revolucija uspjela. Osobitost revolucija u objema državama bila je ta što su se putem društvenih mreža širili koordinacija i planovi te akcije pobunjenih.

## Epilog
Nenasilno uklanjanje autoritarnog predsjednika dovelo je do slobodnih i poštenih izbora u 2011. godine. Pobijedio je lokalni ogranak Muslimanskog bratstva odnosno islamistička vlast Ennahda s 41%, radikalni islamisti dobili su jedva jedan mandat, a većina birača ipak je dala glasove sekularnim strankama. Islamisti su na pritisak liberalnih stranaka i zagovaratelja moderne države odstupili s vlasti siječnja 2014. godine. Istog mjeseca Tunis je donio jedan od najliberalnijih Ustava u cijelom arapskom svijetu, a predsjednik Moncef Marzouki ocijenio je to potvrdom pobjede nad diktaturom. 26. listopada 2014. na parlamentarnim izborima pobijedila je sekularna stranka Nidaa Tounes s 85 mandata, Ennahda je dobila 69, od ukupno 217 parlamentarnih mjesta.
Tuniški nacionalni kvartet za dijalog dobio je 2015. Nobelovu nagradu za mir. Izbor odbora za dodjelu Nobelove nagrade nije ostavio ravnodušne analitičare diljem svijeta. Uzevši u razmatranje preko 300 mrtvih i 2000 ranjenih, 1,6 milijardi eura izravne štete koju je ova revolucija uzrokovala te brojne druge "obojene revolucije" i prevrate, poznate kao "arapska proljeća", koje je katalizirala u cijeloj cijeloj jednoj regiji, među njima Jordan i Egipat, te pokretanje rata u Siriji u kojem je do polovice listopada 2015. poginulo preko 250 tisuća ljudi, a raseljeno 13 milijuna, dodjela nagrade za mir izgubila je svaki smisao. Migracijski valovi prema Europi samo su potvrdili ovu tužnu sliku. Medijski se prešutilo da je Tunis postao jedan od najvećih izvoznika boraca globalnog “džihada”, osobito u Siriju, a da tobože mirno svrgnuta islamistička Ennahda i njen osnivač Rachid Ghannouchi, i dalje gospodare životom i smrću u Tunisu, dok Tunis funkcionira kao protektorat Washingtona i Bruxellesa. Izvješća zapadnih medija o uspjehu revolucije i opisivanje Tunisa kao "posljednje preostale nadu za demokraciju nakon arapskog proljeća", opovrgava pisanje i tuniških liberalnih portala, koji su to iskritizirali argumentirajući kako to može biti moguće, kad se u zabačenim dijelovima zemlje i još uvijek vode sukobi.
“Tuniški nacionalni kvartet za dijalog” su četiri ključne organizacije koje uključuju rad i principe vladavine prava: Tuniška konfederacija industrije, trgovine i razmjene (UTICA), Tuniški generalni sindikat rada (UGTT), Tuniška liga za ljudska prava (LTHD) i Nacionalno udruženje tuniških odvjetnika.
Nakon revolucije uskoro je uslijedilo razdoblje zvano arapska zima koje se prije svega odnosi na arapske kršćane. Nezainteresiranost navodno kršćanskog Zapada za Tunis nakon revolucije, omogućila je neometano jačanje islamističkih skupina, rezultirajući drastičnim pogoršanjem kršćanskog položaja u Tunisu.

## Vanjske poveznice
- YouTube Kanal ArabianSpring: World Revolution 2011 – The Arabian Spring!. Trajanje 7:31